# Kazhymukan Munaitpasovstadion (Astana)
Het Kazhymukan Munaitpasovstadion Kazachs: Қажымұқан Мұңайтпасов стадион, Qajymuqan Muńaıtpasov stadıon) is een multifunctioneel stadion in Nur-Sultan, de hoofdstad van Kazachstan.
Het stadion wordt vooral gebruikt voor voetbalwedstrijden, de voetbalclub Astana-1964 FK maakt gebruik van dit stadion. In het stadion is plaats voor 12.343 toeschouwers. Het stadion werd geopend in 1938. Het stadion is vernoemd naar Kazhymukan Munaitpasov (1871–1948), een Kazachs worstelaar.